# John Wetteland
John Karl Wetteland (San Mateo, California, 21 de agosto de 1966), más conocido como John Wetteland, es un exjugador profesional estadounidense de béisbol que se desempeñó en la posición de lanzador en las Grandes Ligas de Béisbol (MLB). Logró obtener el premio MVP (jugador más valioso de la Serie Mundial).

## Carrera
Wetteland jugó como profesional tres temporadas en Los Angeles Dodgers (1989-1991), después pasó a Montreal Expos (1992-1994), luego a New York Yankees (1995-1996), posteriormente a Texas Rangers, donde jugó cuatro temporadas (1997-2000), y fue el equipo en el que se retiró.

## Premios
Fue galardonado con el MVP (jugador más valioso de la Serie Mundial) en una oportunidad (1996).